# ياسمين أودني
ياسمين أودني  (2 أغسطس 1989 بتيزي وزو، الجزائر) هي لاعبة كرة طائرة جزائرية. شاركت مع المنتخب الوطني الجزائري في كأس العالم باليابان 2011 و فازت معه بالبطولة الإفريقية 2009 و بذهبية الألعاب الإفريقية 2011 . تلعب في منصب مهاجمة-مستقبلة و أحيانا في منصب لاعبة وسط .
النادي الحالي : المجمع الرياضي البترولي (مولودية الجزائر سابقا) 
النادي السابق : L'UNION VB 
النادي السابق : المجمع الرياضي البترولي (مولودية الجزائر سابقا) 
النادي الأول : AC تيزي وزو 
- منتخب الجزائر لكرة الطائرة سيدات